# Izotopy wodoru

Budowa protu, deuteru i trytu (p –proton, n – neutron, e – elektron).

Izotopy wodoru – izotopy pierwiastka chemicznego wodoru (symbol H), z których trzy występują na Ziemi naturalnie. Ze względu na duże względne różnice w masach atomowych najlżejszych izotopów, różnią się one wyraźnie właściwościami chemicznymi i fizycznymi. Z tej przyczyny wodór jest jedynym pierwiastkiem, którego izotopy (naturalne) mają swoje własne nazwy: prot (1H), deuter (2H) i tryt (3H). Prot i deuter są stabilnymi izotopami, tryt i masywniejsze izotopy wodoru są radioaktywne.
Wodór występuje naturalnie na Ziemi jako mieszanina trzech izotopów: 1H (>99,98%), 2H (ok. 0,015%), i 3H (ślady). Średnia masa atomowa tej mieszaniny wynosi 1,00794 u. Pozostałe izotopy wodoru (4H–7H) zostały wytworzone sztucznie.

## Wodór-1 (prot)
1H stanowi ponad 99,98% wszystkich atomów wodoru. Jego jądro zawiera jedynie proton, a masa atomowa wynosi 1,00782503207(10) u. Opisywane właściwości chemiczne wodoru i jego związków w praktyce odnoszą się zazwyczaj do tego izotopu. Nazwa prot jest obecnie rzadko używana.

## Wodór-2 (deuter)
2H jest drugim stabilnym izotopem wodoru; zawiera proton i neutron w jądrze. Stanowi 0,0026–0,0184% wodoru występującego na Ziemi. Deuter nie jest radioaktywny ani toksyczny. Woda zawierająca atomy deuteru zamiast protu to woda ciężka.

## Wodór-3 (tryt)
3H znany również jako tryt zawiera w jądrze proton i dwa neutrony. Jest radioaktywny, rozpada się w hel-3 poprzez rozpad beta minus z okresem połowicznego rozpadu 12,32 lat. Niewielkie ilości trytu występują na Ziemi z powodu oddziaływania promieniowania kosmicznego z gazami atmosferycznymi; tryt jest także produktem reakcji nuklearnych.

## Wodór-4
4H jest wysoko niestabilnym izotopem wodoru. Jądro składa się z protonu i trzech neutronów. Został sztucznie wytworzony w laboratorium w wyniku bombardowania trytu rozpędzonymi do dużej prędkości jądrami deuteru. Obecność wodoru-4 została stwierdzona przez wykrycie emitowanych protonów. Jego masa atomowa wynosi 4,02781±0,00011 u. Ulega rozpadowi poprzez emisję neutronu i ma okres połowicznego rozpadu (1,39±0,10)×10−22 sekundy.

## Wodór-5
5H jest kolejnym wysoko niestabilnym izotopem wodoru. Jądro składa się z protonu i czterech neutronów. Został uzyskany razem z wodorem-4 podczas bombardowania trytu rozpędzonymi jądrami trytu. Ulega rozpadowi poprzez podwójną emisję neutronu, a okres jego  połowicznego rozpadu co najmniej 9,1×10−22 sekundy.

## Wodór-6
6H ulega potrójnej emisji neutronów, okres połowicznego rozpadu 3×10−22 sekundy. Składa się z protonu i pięciu neutronów.

## Wodór-7
7H składa się z protonu i sześciu neutronów. Został otrzymany po raz pierwszy w 2003 roku przez grupę rosyjskich, japońskich i francuskich fizyków w wyniku bombardowania tarczy z zestalonego wodoru wysokoenergetycznymi atomami 8He.
| symbol nuklidu       | Z (p) | N (n) | masa izotopu (u)  | czas półtrwania               | tryb rozpadu | izotopy potomne | spin jądrowy | typowy udział izotopu w wodzie (ułamek molowy) | zakres naturalnego zróżnicowania (ułamek molowy) |
| -------------------- | ----- | ----- | ----------------- | ----------------------------- | ------------ | --------------- | ------------ | ---------------------------------------------- | ------------------------------------------------ |
| 1H                   | 1     | 0     | 1,00782503207(10) | stabilny                      | stabilny     | stabilny        | ½+           | 0,999885(70)                                   | 0,999816–0,999974                                |
| 2H                   | 1     | 1     | 2,01410177785(36) | stabilny                      | stabilny     | stabilny        | 1+           | 0,000115(70)                                   | 0,000026–0,000184                                |
| 3H                   | 1     | 2     | 3,0160492777(25)  | 12,32(2) a                    | β−           | 3He             | ½+           | ślady                                          |                                                  |
| 4H                   | 1     | 3     | 4,02781(11)       | 1,39(10)×10−22 s [4,6(9) MeV] | n            | 3H              | 2−           |                                                |                                                  |
| 5H                   | 1     | 4     | 5,03531(11)       | >9,1×10−22 s (?)              | n            | 4H              | (½+)         |                                                |                                                  |
| 6H                   | 1     | 5     | 6,04494(28)       | 2,90(70)×10−22 s [1,6(4) MeV] | 3n           | 3H              | 2−           |                                                |                                                  |
| 6H                   | 1     | 5     | 6,04494(28)       | 2,90(70)×10−22 s [1,6(4) MeV] | 4n           | 2H              | 2−           |                                                |                                                  |
| 7H                   | 1     | 6     | 7,05275(108)      | 2,3(6)×10−23 s [20(5) MeV]    |              |                 | ½+           |                                                |                                                  |
| Uwagi 1. 2. 3. 4. 5. |       |       |                   |                               |              |                 |              |                                                |                                                  |